# Semiothisa fraserata
Semiothisa fraserata är en fjärilsart som beskrevs av Ferguson 1974. Semiothisa fraserata ingår i släktet Semiothisa och familjen mätare. Inga underarter finns listade i Catalogue of Life.